# زوي ميلر
زوي ميلر (بالإنجليزية: Zoe Miller)‏ هي لاعبة كرة قدم نيوزيلندية، ولدت في 17 نوفمبر 1975. شاركت مع منتخب نيوزيلندا لكرة القدم للسيدات.